# Cultural y Deportiva Leonesa Femenina
La Cultural y Deportiva Leonesa Femenina es un equipo español de fútbol femenino de la ciudad de León, que actualmente juega en Primera Regional Femenina. Juega sus partidos como local en el campo de fútbol Rafa Tejerina de Trobajo del Camino. Pertenece a la Cultural y Deportiva Leonesa.

## Historia
El equipo fue fundado en 1984 como Huracán Z femenino, en 1993 pasó a denominarse Club Deportivo Femenino Trobajo del Camino, y en 2020 cambia su nombre por Atlético Trobajo Femenino Trobajo Del Camino.
En 2022 cerró un acuerdo de absorción del primer equipo por la Cultural y Deportiva Leonesa.

## Datos y estadísticas del club
- Temporadas en 1ª: 0
- Temporadas en 2ª: 9
- Temporadas en 1ª Regional: 20
- Mejor puesto en la liga:
- Peor puesto en la liga:
- Mejor temporada:
- Techo histórico en 1º división:
- Más partidos disputados en el club:
- Máxima goleadora de la historia del club:

## Jugadoras y cuerpo técnico

### Altas y bajas 2022/23

#### Altas
| Altas        |          |              |      |       |
| Jugador      | Posición | Procedencia  | Tipo | Costo |
| Bandera de ? |          | Bandera de ? |      |       |
| Bandera de ? |          | Bandera de ? |      |       |

#### Bajas
| Bajas        |          |              |      |       |
| Jugador      | Posición | Destino      | Tipo | Costo |
| Bandera de ? |          | Bandera de ? |      |       |
| Bandera de ? |          | Bandera de ? |      |       |

## Evolución histórica en Liga

### Temporada a temporada 1984-2034
| Temporada | División            | Posición |
| --------- | ------------------- | -------- |
| 1984/85   | No compitió en liga |          |
| 1985/86   | No compitió en liga |          |
| 1986/87   | No compitió en liga |          |
| 1987/88   | 1ª Regional         | 3º       |
| 1988/89   | No compitió en liga |          |
| 1988/90   | No compitió en liga |          |
| 1990/91   | Liga Nacional 2     | 4º       |
| 1991/92   | Liga Nacional 2     | 5º       |
| 1992/93   | Liga Nacional 2     | 8.º      |
| 1993/94   | Liga Nacional 2     | 6.º      |
| 1994/95   | Liga Nacional 2     | 4.º      |
| 1995/96   | No compitió en liga |          |
| 1996/97   | División de Honor   | 11.º     |
| 1997/98   | 1ª Regional         | 1º       |
| 1998/99   | 1ª Regional         | 1º       |
| 1999/00   | División de Honor   | 13.º     |
| 2000/01   | 1ª Regional         | 3º       |
| 2001/02   | 1ª Regional         | 1º       |
| 2002/03   | Liga Nacional 2     | 11.º     |
| 2003/04   | Liga Nacional 2     | 12.º     |
| 2004/05   | Liga Nacional 2     | 14.º     |
| 2005/06   | 1ª Regional         | 3º       |
| 2006/07   | 1ª Regional         | 5º       |
| 2007/08   | 1ª Regional         | 4º       |
| 2008/09   | 1ª Regional         | 4º       |

| Temporada | División         | Posición |
| --------- | ---------------- | -------- |
| 2009/10   | 1ª Regional      | 3º       |
| 2010/11   | 1ª Regional      | 11º      |
| 2011/12   | 1ª Regional      | 1º       |
| 2012/13   | Segunda División | 14.º     |
| 2013/14   | 1ª Regional      | 4º       |
| 2014/15   | 1ª Regional      | 7º       |
| 2015/16   | 1ª Regional      | 9º       |
| 2016/17   | 1ª Regional      | 9º       |
| 2017/18   | 1ª Regional      | 6º       |
| 2018/19   | 1ª Regional      | 7º       |
| 2019/20   | 1ª Regional      | 10º      |
| 2020/21   | 1ª Regional      | 7º       |
| 2021/22   | 1ª Regional      | 11º      |
| 2022/23   | 1ª Regional      | -        |
| -         | -                | -        |
| -         | -                | -        |
| -         | -                | -        |
| -         | -                | -        |
| -         | -                | -        |
| -         | -                | -        |
| -         | -                | -        |
| -         | -                | -        |
| -         | -                | -        |
| -         | -                | -        |
| -         | -                | -        |

## Uniforme
- Primera equipación: Camiseta blanca, pantalón blanco y medias blancas.
- Segunda equipación: Camiseta roja, pantalón rojo y medias magenta.
- Tercera equipación: Camiseta negra, pantalón negro y medias negras.
- Patrocinador:
- Firma Deportiva: Kappa.

### Firma deportiva y espónsor
| Periodo   | Firma deportiva | Espónsor principal |
| --------- | --------------- | ------------------ |
| 2022-2023 |                 |                    |

## Simbología

### Himno
La letra y música del himno oficial de la Cultural Leonesa fue creado y compuesto por Ángel Arredondo Giraldo, y el grupo de música folclórica leonesa La Braña lo interpreta. El 29 de abril de 2007 se presentó a todos los aficionados el nuevo himno compuesto por Manuel Quijano (padre de los componentes de Café Quijano), que fue rechazado por la afición y se recuperó en los partidos el himno de Ángel Arredondo Giraldo.
En 2023 se lanza un himno especial por su centenario.

### Escudo
El escudo de la Cultural y Deportiva Leonesa se basa en un León rampante coronado y lenguado (símbolo de la ciudad de León) de color rojo, rodeado por una circunferencia también roja en la que se inserta en nombre del club: "Cultural y Deportiva Leonesa" con letras blancas, rematado en la parte superior de la circunferencia con una Corona roja, con adornos blancos y naranjas, símbolo que porta como club representativo de la capital del Viejo Reino de León. El diseño del mismo es de Máximo Sanz.
El actual diseño data de 2018. 